# Полидендри (дем Лъгадина)
Полидендри или Джами махала (на гръцки: Πολυδένδρι, Полидендри, катаревуса Πολυδένδριον, Полидендрион, до 1927 година Τζαμί Μαχαλέ, Τζαμή Μαχαλέ, Дзами махале) е село в Гърция, дем Лъгадина, област Централна Македония.

## География
Селото е разположено в южните поли на Богданската планина (Сухо планина, на гръцки Вертискос), на няколко километра южно от село Сухо (Сохос). На практика е слято с разположеното на юг от него Аскос (Яникия).

## История

### В Османската империя
През XIX век Джами махала е турско село, числящо се към Лъгадинската каза на Османската империя. Към 1900 година според статистиката на Васил Кънчов („Македония. Етнография и статистика“) в Джами махала живеят 240 души турци.

### В Гърция
След Междусъюзническата война Джами махала попада в Гърция. Боривое Милоевич пише в 1921 година („Южна Македония“), че Джами махала (Џами-Махала) е турско село.
През 20-те години мюсюлманското му население се изселва и в селото са настанени понтийски гърци бежанци от Турция. В 1927 година е прекръстено на Полидендри. Според преброяването от 1928 година Полидендри е чисто бежанско село с 12 бежански семейства и 38 души.